# Filipovice (Borotice)

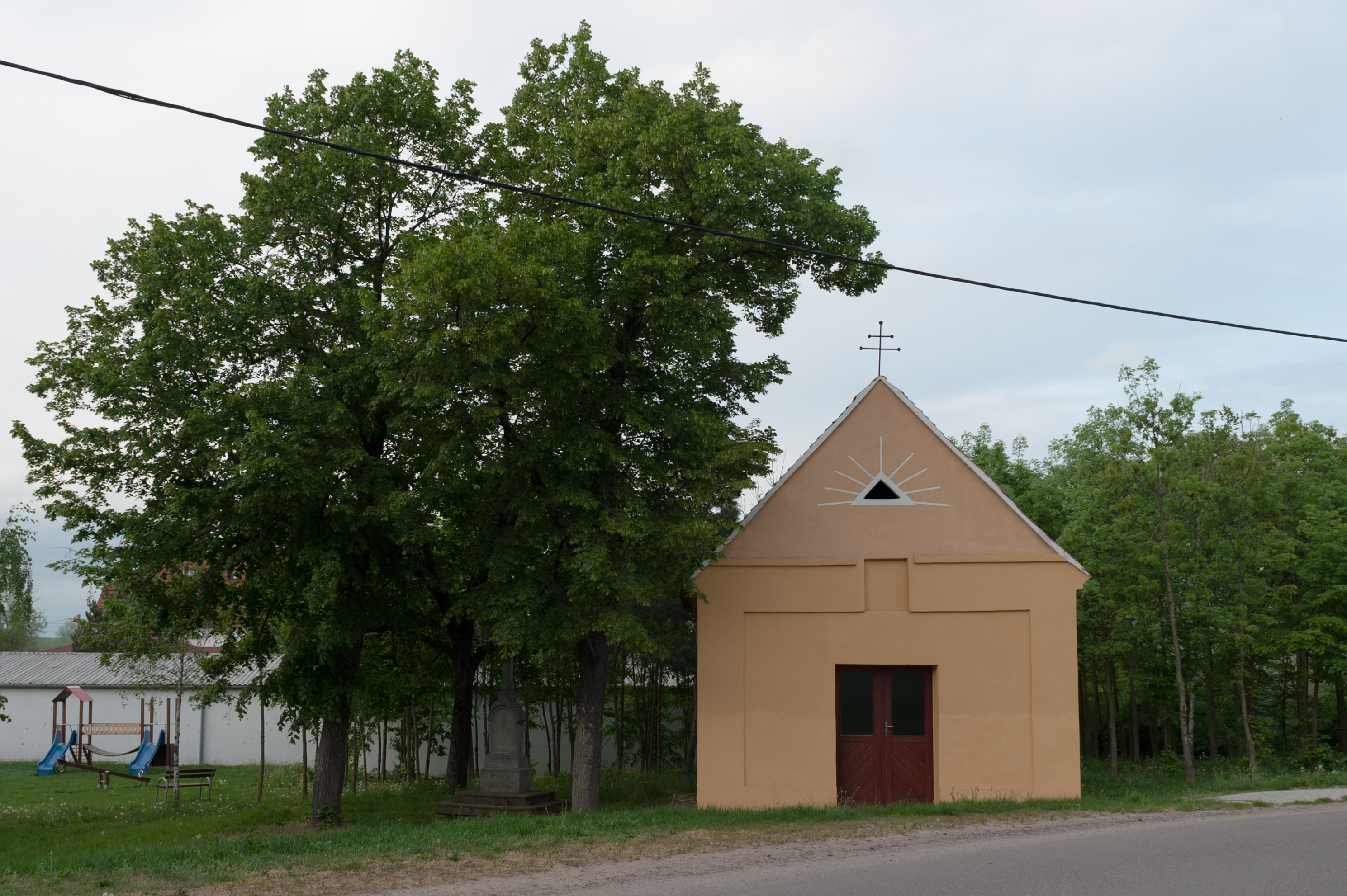
Kapelle des hl. Wenzel

Filipovice, auch Filipov (deutsch Philippsdorf) ist eine Ortslage der Gemeinde Borotice in Tschechien. Sie schließt sich südöstlich an Borotice an und gehört zum Okres Znojmo.

## Geographie
Filipovice erstreckt sich rechtsseitig des Flüsschens Jevišovka in der Thaya-Schwarza-Senke. Durch den Ort verläuft die Staatsstraße II/414 zwischen Božice und Lechovice. Gegen Nordosten liegt das Jagdschloss Samota (Allein).
Nachbarorte sind Oleksovice und Mšice im Norden, Heřmanov und Břežany im Nordosten, Pravice im Osten, Mlýnské Domky und České Křídlovice im Südosten, Křídlůvky, Valtrovice und Sídliště Formoza im Süden, Krhovice und Hodonice im Südwesten, Dyje im Westen sowie Borotice im Nordwesten. 

## Geschichte
Nach der Aufhebung des Stiftes Bruck fiel dessen Gutsbesitz 1784 dem Religionsfonds zu und wurde in sieben Güter aufgeteilt. Um 1785 ließ der kaiserliche Robot-Abolitions-Hofkommissär Anton Valentin Freiherr von Kaschnitz zu Weinberg im Zuge der Raabisation auf den dem Gut Lechwitz zugeordneten Fluren eines aufgehobenen Klosterhofes bei Borotitz die Kolonie Philippsdorf anlegen. Die als Gassendorf gegründete neue Ansiedlung wurde nach Lechwitz eingepfarrt und nach Borotitz eingeschult. Während der Napoleonischen Kriege nutzten die Bewohner des Dorfes in den Jahren 1805 und 1809 Erdställe als Versteck. Am 31. Mai 1824 verkaufte die mährisch-schlesische Staatsgüteradministration das Gut Lechwitz an Joseph Lang aus Wien.
Im Jahre 1835 bestand das im Znaimer Kreis gelegene Dorf Philippsdorf aus 45 Häusern, in denen 339 Personen lebten. Pfarrort war Lechwitz. Bis zur Mitte des 19. Jahrhunderts blieb Philippsdorf dem Allodialgut Lechwitz untertänig.
Nach der Aufhebung der Patrimonialherrschaften bildete Philippsdorf / Filipov ab 1849 einen Ortsteil der Gemeinde Borotitz im Gerichtsbezirk Znaim. Ab 1869 gehörte das Dorf zum Bezirk Znaim. Der tschechische Ortsname wurde zum Ende des 19. Jahrhunderts in Filipovice geändert. Zu dieser Zeit wurden die Erdställe unter den Dorf wiederentdeckt.
Beim Zensus von 1921 lebten in den 50 Häusern von Philippsdorf 212 Personen, darunter 207 Deutsche und zwei Tschechen. Nach dem Münchner Abkommen wurde das Dorf 1938 dem Großdeutschen Reich zugeschlagen und gehörte bis 1945 zum Kreis Znaim. Nach dem Kriegsende 1945 kam Filipovice zur Tschechoslowakei zurück. Im Jahre 1946 wurden die meisten der deutschsprachigen Bewohner vertrieben und der Ort mit Tschechen neu besiedelt. Im Zuge der Gebietsreform von 1960 verlor Filipovice den Status eines Ortsteils. 1964 wurden Borotice und Filipovice gänzlich vereinigt und sämtliche Häuser umnummeriert.

## Sehenswürdigkeiten
- Glockenturm in Filipovice
- Kapelle des hl. Wenzel, errichtet 1865 auf Kosten von Josef und Marie Anger zwischen Borotice und Filipovice. Die Verzierungen wurden 1901 angebracht.